# Урусов Сергій Семенович
Князь Сергій Семенович Урусов (3 серпня 1827 — 20 листопада 1897) — російський шахіст XIX століття .

## Біографія
Походив із ярославської гілки княжого роду Урусових. Онук ярославського губернатора М. С. Урусова, брат шахіста-любителя Дмитра Урусова. Дружина — Тетяна Опанасівна Нестерова — полягала в спорідненості з Наталією Гончаровою-Пушкіною. Народився Петербурзі, хрещений був 19 серпня 1827 року у Сергієвскій церкві, хрещеник графа П. Ст. Орлова-Денісова та княгині Е. І. Урусової.

Был офицером русской армии и участвовал в Крымской войне 1853—1856 годов. Участник героической Севастопольской обороны Сергей Семёнович Урусов в редкие моменты затишья на фронте играл с офицерами по нескольку партий одновременно не глядя на доску. Во время обороны Севастополя познакомился с Львом Толстым. Их дружеские отношения продолжались до смерти. После войны, Лев Толстой часто посещал Урусова, который жил в селе Спас-Торбеево близ Троице-Сергиевой лавры. В письме к «Шведским поборникам мира» (1899 год) Лев Толстой описывает эпизод, связанный с С. Урусовым во время Крымской войны: 
|  | Я помню, во время осады Севастополя я сидел у адъютанта Сакена, когда в приёмную вошёл князь С. С. Урусов, очень храбрый офицер, большой чудак и вместе с тем один из лучших европейских шахматных игроков того времени. Он сказал, что имеет дело до генерала. Через десять минут Урусов прошёл мимо нас с недовольным лицом. Провожавший его адъютант вернулся к нам и, смеясь, рассказал, по какому делу Урусов приходил к Сакену. Он приходил за тем, чтобы предложить вызов англичанам сыграть партию в шахматы на передовую траншею перед 5-м бастионом, несколько раз переходившую из рук в руки и стоившую уже нескольких сот жизней. |

За відмінність при обороні Севастополя Урусов був 24 липня 1855 року нагороджений орденом св. Георгія 4-го ступеня (№ 9615 за списком Григоровича — Степанова). Після закінчення війни С. Урусов вийшов у відставку у чині генерал-майора, щоб більше часу приділяти заняттям шахами. По думці А. Костєєва та І. Ліндера, причиною відставки була подія у військовій частині, якою командував Урусов: він віддав команду до штикової атаки, коли не названий на прізвище генерал з штабу, що прибув у частину з перевіркою, вдарив когось із молодших офіцерів.
За силою гри С. Урусов поступався у Росії лише А. Петрову, якому програв із рахунком 7,5:13,5 (+7-13=1). У зустрічах з рештою співвітчизників перевага була на боці Урусова. Найсильнішого петербурзького шахіста Шумова Урусов перемагав у трьох матчах:8,5:4,5 (+7−3=3), 12:9 (+12−9=0) у 1854 році та 6,5:2,5 (+ 6-2 = 1) у 1859 році .
У 1862 році Санкт-Петербург відвідав угорський майстер Ігнац Коліш, з яким С. Урусов зіграв чотири партії. Зустріч закінчилася внічию: 2:2 (+2-2). У 1866 року у Москві С. Урусов з рахунком 3:2 (+2−1=2) завдав поразки досвідченому німецькому майстру Гиршфельду. Ці результати показують, що у класу гри С. Урусов займав місце у першому ряді зарубіжних майстрів.

Тим не менш, в 1865 році він зробив у математичному суспільстві членом якого був повідомлення «Про проблему коня».

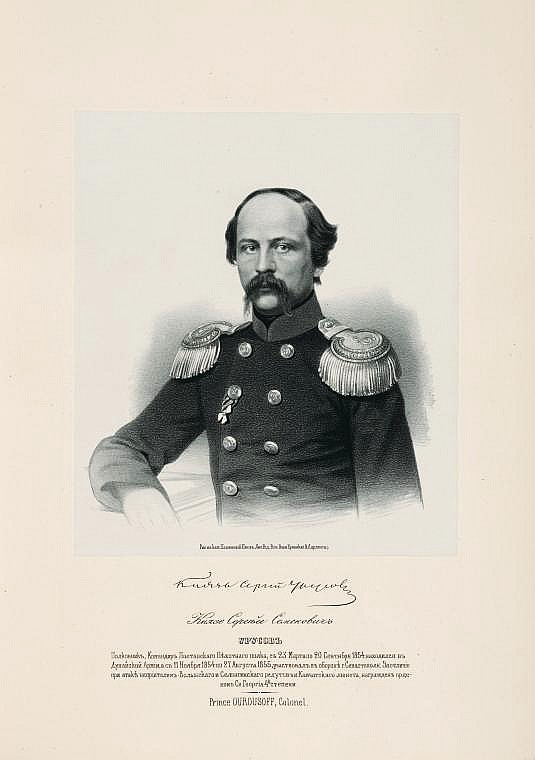
Полковник князь Урусів.

У 1878 році С. Урусов закінчив свою шахову кар'єру. За час свого захоплення шаховою грою С. Урусов зібрав багату шахівницю, яку він подарував синові Льва Толстого — Іллі.
гру Урусова відрізняли солідні теоретичні знання і хороша техніка гри в ендшпілі . С. Урусов мав солідні знання в теорії дебютів і чимало часу приділяв аналізу. Свого улюбленого початку — шотландського гамбіту він присвятив спеціальну статтю в журналі «Шахцайтунг». Інша теоретична робота С. Урусова стосувалася своєрідного та небезвигідного для білих гамбітів — 1.e4 e5 2 . CC4 Kf6 3.d4 ed 4. Kf3 (див. Дебют слона). Цей гамбітний варіант у дебюті слона названий його ім'ям — " Гамбіт Урусова ".
Перу Урусова належить «Керівництво до вивчення шахової гри», що публікувалося в «Шаховому листку» протягом 1859 — 1861 років . Окремою книгою воно не вийшло.
Можливо, шахіст зображений на картині «Сам із собою, або Гра в шахи» художника-передвижника Григорія М'ясоїдова (1907), що зберігається в колекції Музею шахів у Москві.
| Рік  | Місто     | Змагання                                                                         | +  | −  | = | Результат                           | Місце |
| ---- | --------- | -------------------------------------------------------------------------------- | -- | -- | - | ----------------------------------- | ----- |
| 1852 | Москва    | Партії з московськими шахістами (противники — І. І. Ст. Кіріївський, Бін та ін.) |    |    |   |                                     |       |
| 1853 | Петербург | Матч із А.Д. Петровим                                                            | 0  | 2  | 2 | 1 : 3                               |       |
|      | Петербург | Матч із І.З. Шумовим                                                             | 12 | 9  | 0 | 12 : 9, за іншими даними — 11½ : 9½ |       |
| 1859 | Варшава   | Матч із А. Д. Петровим                                                           | 7  | 13 | 1 | 7½ : 13½                            |       |
|      | Петербург | Матч із І. С. Шумовим                                                            | 7  | 3  | 3 | 8½ : 4½                             |       |
|      | Петербург | Матч із І. З. Шумовим                                                            | 6  | 2  | 1 | 6½ : 2½                             |       |
| 1862 | Петербург | Матч із І. Колішем                                                               | 2  | 2  | 0 | 2 : 2                               |       |
| 1866 | Москва    | Матч із Ф. Гіршфельдом                                                           | 2  | 1  | 3 | 3½ : 2½                             |       |

## Партії С.С.Урусова
Урусов — Коліш
Іспанська партія
1.е4 е5 2. Kf3 Kc6 3. Cb5 a6 4. Ca4 Kf6 5.0-0 Ce7 6.d4 ed 7.e5 Ke4 8. K: d4 K: d4 9. Ф: d4 Kc5 10. Kc3 0-0 11. Ce3 d6 12.Лad1 K: a4 13.Ф: а4 Cd7 14.Фе4 Сс6 15. Kd5 de 16.Ф: е5 Cd6 17.Фh5 Ле8 18.с4 Ле4 19.Лd4 Ле5 20.Фf3 Cc5 21.Лg4 C: e3 22.fe C: d5 23.Фg3 Фе7 24.Л: g7+ Kph8 25.cd: е3 26.Лg: f7 Л: g3 27.Л: е7 Лg7 28.Лff7 Лag8 29.Л: g7 Л: g7 30.Ле8+ Лg8 31.Л: g8+ Kp: g8 32. Kpf2 та білі, маючи зайвий пішак, легко домагаються перемоги.
1.е4 е5 2. Kf3 Kc6 3.d4 K: d4 4. K: d4 ed 5.Ф: d4 d6 6. CC4 KF6 7. Cg5 Ce7 8. Kc3 c6 9.0-0 0-0 10.Лad1 Ce6 11. Cd3 c5 12.Фа4 а6 13.е5 Kg4 14. C: e7 Ф: е7 15.ed Фd7 16.h3 Kf6 17.Ф: d7 C: d7 18. Ke4 K: e4 19. C: e4 Ла7 20.с4 Се6 21.b3 Лd8 22.f4 f5 23. Cf3 Лd7 24. Лfe1 Kpf7 25. Cd5 C: d5 26.Л: d5 b6 27.Л: f5+ Kpg6 28.Лd5 Kpf6 29.g4 g6 30.h4 Ла8 31.h5 Лad8 32.g5+ Kpf7 33.hg+ hg 34.Лed1 Kpe6 3 Kpg2 Л: d6 36.Л: d6+ Л: d6 37.Л: d6+ Kp: d6 38. KPF3 KPE7 39. Kpe4 Kpe6 40.a4 a5 41.f5+ gf+ 42. KPF4 KPF7 43. Kp: f5 Kp: g7 44.g6… надалі чорні здалися на 47-му ходу.